# 金子志津枝
金子 志津枝（かねこ しづえ、5月21日 - ）は、日本の女性アニメーターである。埼玉県出身。

## 来歴・人物
さまざまなアルバイトをしながら生活をしていたが、就職時に子供の頃言われたことを思い出し、絵を描く仕事に就くという方向を決めた。そのため、1年間死に物狂いでアルバイトに励み、資本金を準備してとある企業に連絡をしたが、専門学校に通っていなかったことが原因で断られ、資本金を使って専門学校へ入学する。
1997年、シンエイ動画へ入社。『ドラえもん』にはテレビアニメ第2作第1期から参加し、1998年には原画デビューを経て作画監督も務めるようになる。『ドラえもん のび太のワンニャン時空伝』（2004年）で描いたネコ耳しずかちゃんが一部マニアから評価され、「しずかちゃんアニメーター」の異名を取った。テレビアニメ第2作第1期後期および、テレビアニメ第2作第2期を担当したが、2007年1月に他の作画監督陣と共にテレビシリーズを降板。以降は映画シリーズの作画監督を経て、キャラクターデザインを担当するようになった。2011年にはシンエイ動画を退社してフリーランスへ転じたが、『ドラえもん 新・のび太の日本誕生』（2016年）で『映画ドラえもん 新・のび太と鉄人兵団 〜はばたけ 天使たち〜』（2011年）から5年ぶりにシリーズへ参加し、エンディング原画を担当している。
フリーランス以降は渡辺歩とコンビを組むことが多く、『謎の彼女X』（2012年）、『彼女がフラグをおられたら』（2014年）などの渡辺監督作品でキャラクターデザインや総作画監督を務めるほか、『ファンタジスタドール』（2013年）ではエンディングアニメーションの絵コンテ・演出・作画監督・原画（原画は他のアニメーターと共同）を担当するなど、演出業にも挑戦している。
作風としてはキャラクターデザインを務めた『大きい1年生と小さな2年生』（2014年）のようなやわらかな絵柄や、『ドラえもん 新・のび太と鉄人兵団 〜はばたけ 天使たち〜』（2011年）のキャラクターデザイン表などに見られる、躍動感溢れるポージングが特徴。また、作品のアイキャッチやエンディングに水彩のアナログイラストを提供することも多い。アニメーターとして仕事に対する意識も強く、渡辺は金子の長所について「演出家の意図を汲んでの芝居づけだったり、労を厭わない描き込みですよね。監督や演出家にしっかりと（ディレクションの）入力を要求してくるし、それに対して彼女自身のほうからも意見をぶつけてくる。そのぶん、こちらが要求したものに対してしっかりアプローチするし、とても粘り強い。」と評している。
同姓同名の仕上げスタッフがいたが、別人である。

## 主な参加作品

### テレビアニメ
| 放映年        | タイトル                             | 役職                                                                |
| ------------- | ------------------------------------ | ------------------------------------------------------------------- |
| 1998年-2005年 | ドラえもん (1979年のテレビアニメ)    | 動画→作画監督・原画                                                 |
| 2005年-2007年 | ドラえもん (2005年のテレビアニメ)    | 総作画監督補佐・作画監督                                            |
| 1998年-2000年 | クレヨンしんちゃん                   | 原画                                                                |
| 2001年        | ジャングルはいつもハレのちグゥ       | 原画                                                                |
| 2002年        | あたしンち                           | 原画                                                                |
| 2007年        | 英國戀物語エマ 第二幕                | #5作画監督                                                          |
| 2011年        | うさぎドロップ                       | #9作画監督・原画                                                    |
| 2012年        | 謎の彼女X                            | 総作画監督・アイキャッチ・#1作画監督・ED作画監督                    |
| 2013年        | 銀河機攻隊 マジェスティックプリンス  | OP原画                                                              |
| 2013年        | ファンタジスタドール                 | ED絵コンテ・演出・作画監督・原画                                    |
| 2014年        | 彼女がフラグをおられたら             | キャラクターデザイン・総作画監督 / OP・ED作画監督・アイキャッチ作画 |
| 2015年        | フューチャーカード バディファイト100 | OP原画                                                              |
| 2016年        | 紅殻のパンドラ                       | ED原画                                                              |
| 2016年        | 逆転裁判 〜その「真実」、異議あり!〜 | ED絵コンテ・演出・作画                                              |
| 2016年        | パンでPeace!                         | キャラクターデザイン・#1-6総作画監督                                |
| 2016年        | ラブライブ!サンシャイン!!            | #2張り込み素材デザイン                                              |
| 2017年        | ロクでなし魔術講師と禁忌教典         | OP原画                                                              |
| 2018年        | LOST SONG                            | メインキャラクターデザイン                                          |
| 2018年        | 異世界魔王と召喚少女の奴隷魔術       | キャラクターデザイン                                                |
| 2020年        | 安達としまむら                       | キャラクターデザイン                                                |
| 2021年        | 異世界魔王と召喚少女の奴隷魔術Ω      | キャラクターデザイン                                                |

### OVA
| 発売年日 | タイトル                                  | 役職 |
| -------- | ----------------------------------------- | ---- |
| 2001年   | ジャングルはいつもハレのちグゥ デラックス | 原画 |

### 劇場映画
| 上映年月日     | タイトル                                                  | 役職                                         |
| -------------- | --------------------------------------------------------- | -------------------------------------------- |
| 1998年3月7日   | ドラえもん のび太の南海大冒険                             | 動画                                         |
| 1998年4月18日  | クレヨンしんちゃん 電撃!ブタのヒヅメ大作戦                | 動画                                         |
| 1999年4月17日  | クレしんパラダイス! メイド・イン・埼玉                    | 原画                                         |
| 2000年3月11日  | おばあちゃんの思い出                                      | 原画                                         |
| 2000年4月22日  | クレヨンしんちゃん 嵐を呼ぶジャングル                     | 原画                                         |
| 2001年3月10日  | がんばれ!ジャイアン!!                                     | 原画                                         |
| 2001年7月20日  | 千と千尋の神隠し                                          | 原画                                         |
| 2002年3月9日   | ぼくの生まれた日                                          | 原画                                         |
| 2002年4月20日  | クレヨンしんちゃん 嵐を呼ぶ アッパレ!戦国大合戦           | 原画                                         |
| 2003年3月8日   | ドラえもん のび太とふしぎ風使い                           | 作画監督                                     |
| 2003年4月19日  | クレヨンしんちゃん 嵐を呼ぶ 栄光のヤキニクロード          | 原画                                         |
| 2003年12月6日  | あたしンち                                                | 原画                                         |
| 2004年3月6日   | ドラえもん のび太のワンニャン時空伝                       | 作画監督・キャラクターデザイン               |
| 2004年4月17日  | クレヨンしんちゃん 嵐を呼ぶ!夕陽のカスカベボーイズ        | 原画                                         |
| 2005年4月16日  | クレヨンしんちゃん 伝説を呼ぶブリブリ 3分ポッキリ大進撃   | 原画                                         |
| 2006年3月4日   | 映画ドラえもん のび太の恐竜2006                           | 原画                                         |
| 2006年4月15日  | クレヨンしんちゃん 伝説を呼ぶ 踊れ!アミーゴ!              | 原画                                         |
| 2007年3月10日  | 映画ドラえもん のび太の新魔界大冒険 〜7人の魔法使い〜     | キャラクターデザイン・作画監督               |
| 2008年3月8日   | 映画ドラえもん のび太と緑の巨人伝                         | キャラクターデザイン・作画監督               |
| 2009年3月7日   | 映画ドラえもん 新・のび太の宇宙開拓史                     | キャラクターデザイン・総作画監督・OP絵コンテ |
| 2010年3月6日   | 映画ドラえもん のび太の人魚大海戦                         | キャラクターデザイン                         |
| 2011年3月5日   | 映画ドラえもん 新・のび太と鉄人兵団 〜はばたけ 天使たち〜 | キャラクターデザイン                         |
| 2011年7月2日   | 鋼の錬金術師 嘆きの丘の聖なる星                           | 原画                                         |
| 2014年3月1日   | 大きい1年生と小さな2年生                                  | キャラクターデザイン                         |
| 2015年10月2日  | 屍者の帝国                                                | 原画                                         |
| 2015年12月19日 | 映画 妖怪ウォッチ エンマ大王と5つの物語だニャン!          | 原画                                         |
| 2016年3月5日   | 映画ドラえもん 新・のび太の日本誕生                       | ED原画                                       |
| 2016年12月2日  | モンスターストライク THE MOVIE                            | キャラクターデザイン・総作画監督             |
| 2018年7月13日  | 劇場版ポケットモンスター みんなの物語                     | キャラクターデザイン                         |
| 2019年3月1日   | 映画ドラえもん のび太の月面探査記                         | ED原画                                       |
| 2023年12月8日  | 窓ぎわのトットちゃん                                      | キャラクターデザイン・総作画監督・EDイラスト |

### その他
- アニメ 花は咲く （2013年、キャラクターデザイン・作画監督）
- プリンセスコネクト! （2015年、TVCMアニメーション、作画監督）
- 映画 『打ち上げ花火、下から見るか? 横から見るか?』オリジナル・サウンドトラック （2017年、カバーイラストレーション）
- 安達としまむら（2020年、イラスト・第9巻以降）
- 林修の今でしょ!講座 （2021年、「プロが選ぶ!日本のアニメの歴史を変えたスゴいアニメ14」出演）
- 石川浩司『ラザニア』（2025年、ジャケットデザイン[13]）